# Gagnebina pervilleana
Gagnebina pervilleana là một loài thực vật có hoa trong họ Đậu. Loài này được (Baill.) G.P.Lewis & P.Guinet miêu tả khoa học đầu tiên.